# 折衷主義

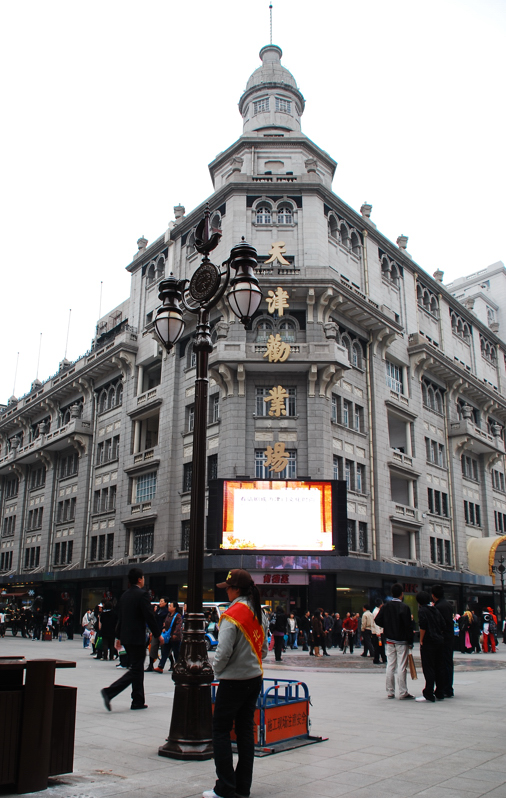
天津劝业场

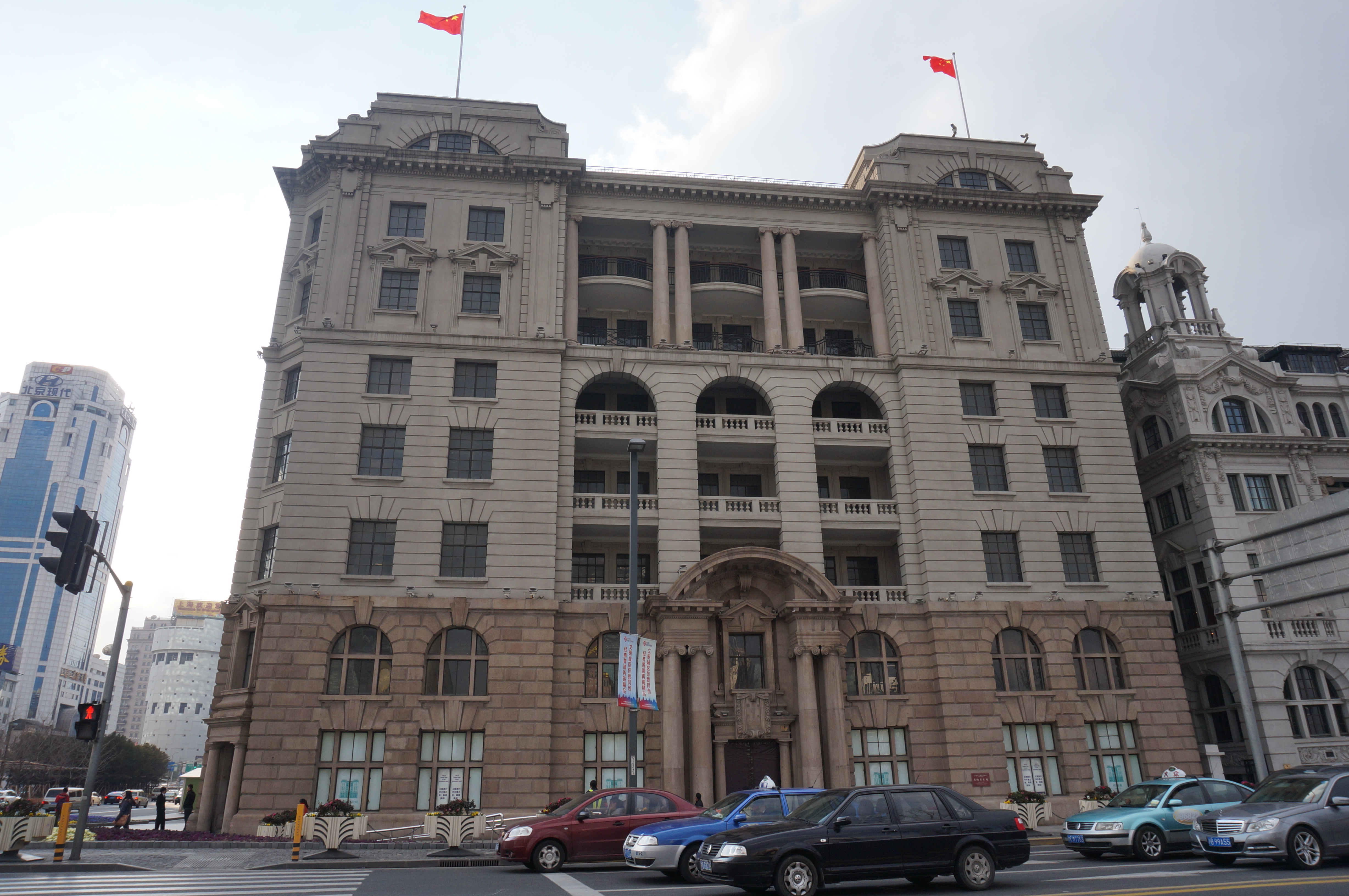
上海亚细亚大楼

折衷主義（英語：eclecticism）是指在途徑或操作運用上，以不同的理論、方法、風格，揀選其中最佳要素，應用在新的創作中。在藝術或建築批評的特定脈絡場合，意指挪借多種視覺資源來創作新作品。

## 折衷主義建築
折衷主義建築，即混合從以前的歷史風格的元素，企圖從過去的歷史傳統中導引出符合時代需求的形式，使建築樣式的概念更加脫離建築本體而產生了多樣的發展。折衷主義建築出現於19世紀後期，建築師尋求一種風格，使其能夠保留以前的歷史傳統，但創造出看不見的設計。 將過去存在的建築樣式進行混合和組合，從而實現了更具表現力的自由，並提供了無窮的靈感來源。所謂的復興式建築旨在精心模仿過去的風格，而折衷主義則有所不同，因為他的主要驅動力是創造力而非懷舊感。

### 分布

#### 歐洲
奠基時代、維多利亞時代建築、布雜藝術建築（學院派建築）

#### 印度
印度-撒拉遜式建築

#### 中國大陸
廣州東亞大酒店（1914）、 上海亚细亚大楼（1916）、上海扬子大楼（1917）、天津勸業場（1928）

#### 台灣
總統府 (1919)、國立臺灣大學校史館（1930）、臺北郵局（1930）、臺北公會堂（1936）、嘉義車站（1933）、臺南車站（1936）、舊臺北車站（1941）

#### 古巴
哈瓦那中央车站（1912）

## 外部鏈接
- 维基共享资源上的相關多媒體資源：艺术中的折衷主义